# Cloud Gate
Cloud Gate é uma escultura do artista Anish Kapoor, situada no centro da AT&T Plaza, no Millennium Park em Chicago, Illinois, Estados Unidos da América.
A escultura e a AT&T Plaza localizam-se no topo do  Park Grill, entre a Chase Promenade e a McCormick Tribune Plaza & Ice Rink. Erguida entre 2004 e 2006, a obra foi alcunhada de "The Bean" (inglês para o feijão) devido à sua forma. Composta por 168 placas de aço inoxidável, o seu exterior completamente polido não tem uniões visíveis. Mede 10 por 20 por 13 metros e pesa 99.5 toneladas.
Inspirada pelo mercúrio em estado líquido, a superfície da escultura reflecte e distorce o panorama urbano da cidade. Os visitantes podem andar em seu redor e mesmo debaixo, já que o arco tem 3,7 m de altura. Na zona inferior está o "omphalos" (grego para umbigo), uma câmara côncava que altera e multiplica reflexões. A escultura incorpora muitos dos temas artísticos de Kapoor, sendo popular entre os turistas pelas suas possibilidades fotográficas únicas.
Esta escultura foi seleccionada no final de uma competição de design. Após a escolha do trabalho de Kapoor, diversas preocupações tecnológicas quanto à construção e montagem do design foram levantadas, além de questões relativas à manutenção. Vários peritos foram consultados, alguns dos quais acreditaram que a execução do projecto não era possível. Eventualmente um método exequível foi encontrado, mas mesmo assim a construção da escultura atrasou-se. Foi revelada ainda incompleta durante a grande cerimónia de abertura do Millennium Park em 2004, antes de ser novamente ocultada até ao seu término. Formalmente desvendado a 15 de Maio de 2006 tem desde então ganho uma popularidade considerável, quer nacional quer internacionalmente.